# Man Alive! (King Krule)
Man Alive! è il quarto album in studio del musicista britannico King Krule, pubblicato nel 2020.

## Tracce
1. Cellular – 2:59
2. Supermarché – 2:36
3. Stoned Again – 3:25
4. Comet Face – 3:13
5. The Dream – 1:39
6. Perfecto Miserable – 3:15
7. Alone, Omen 3 – 2:47
8. Slinky – 2:50
9. Airport Antenatal Airplane – 2:15
10. (Don't Let the Dragon) Draag On – 2:31
11. Theme for the Cross – 4:06
12. Underclass – 3:30
13. Energy Fleets – 2:34
14. Please Complete Thee – 4:05